# 1775
| [ Edytuj tabelę ]              | |
| Król Polski                    | - 1764 Stanisław August Poniatowski 1795 |
| Emir Afganistanu               | - 1772 Timur Szah Durrani 1793 |
| Współksiążęta Andory           | - 1771 Joaquín de Santiyán y Valdivielso 1779 - 1774 Ludwik XVI 1792                                                                              |
| Elektor Bawarii                | - 1745 Maksymilian III Józef 1777 |
| Sułtan Brunei                  | - 1762 Omar Ali Saifuddin I 1795 |
| Cesarz Chin                    | - 1735 Qianlong 1796 |
| Król Czech                     | - 1743 Maria Teresa 1780 |
| Król Danii                     | - 1766 Chrystian VII 1808 |
| Dalajlama                      | - 1758 Jamphel Gjaco 1804 |
| Król Francji                   | - 1774 Ludwik XVI 1792 |
| Król Gruzji                    | - 1762 Herakliusz II 1798 |
| Król Hiszpanii                 | - 1759 Karol III 1788 |
| Landgraf Hesji-Kassel          | - 1760 Fryderyk II Heski 1785 |
| Stadhouder Holandii            | - 1751 Wilhelm V Orański 1795 |
| Szach Iranu                    | - 1750 Karim Chan 1779 |
| Państwo Wielkich Mogołów       | - 1759 Shah Alam II 1806 |
| Król Irlandii                  | - 1760 Jerzy III Hanowerski 1820 |
| Cesarz Japonii                 | - 1770 Go-Momozono 1779 |
| Kalif                          | - 1773 Abdülhamid I 1789 |
| Patriarcha Konstantynopola     | - 1774 Sofroniusz II 1780 |
| Władca Korei                   | - 1724 Yŏngjo 1776 |
| Książę Kurlandii i Semigalii   | - 1769 Piotr Biron 1795 |
| Emir Kuwejtu                   | - 1762 Abd Allah I 1814 |
| Książę Liechtensteinu          | - 1772 Franciszek Józef I 1781 |
| Sułtan Maroka                  | - 1757 Muhammad III 1790 |
| Książę Monako                  | - 1733 Honoriusz III 1793 |
| Król Nawarry                   | - 1774 Ludwik XVI 1791 |
| Król Nepalu                    | - 1768 Prithvi Narayan 1775 - 1775 Sinha Pratap 1777                                                                                              |
| Król Norwegii                  | - 1766 Chrystian VII 1784 |
| Sułtan Omanu                   | - 1749 Ahmad ibn Sa’id 1783 |
| Elektor Palatynatu             | - 1742 Karol IV Teodor 1799 |
| Papież                         | - 1775 Pius VI 1799 |
| Książę Parmy i Piacenzy        | - 1765 Ferdynand 1802 |
| Król Portugalii                | - 1750 Józef 1777 |
| Król Prus                      | - 1772 Fryderyk II Wielki 1786 |
| Car Rosji                      | - 1762 Katarzyna II Wielka 1796 |
| Cesarz Rzymski (niemiecki)     | - 1765 Józef II Habsburg 1790 |
| Kapitanowie Regenci San Marino | - 1774 Giuliano Belluzzi Francesco Antonio Casali 1775 - 1775 Giuliano Gozi Angelo Ortolani 1775 - 1775 Giambattista Angeli Girolamo Paoloni 1776 |
| Elektor Saksonii               | - 1763 Fryderyk August III 1806 |
| Król Sardynii                  | - 1773 Wiktor Amadeusz III 1796 |
| Król Szwecji                   | - 1771 Gustaw III 1792 |
| Król Tajlandii                 | - 1769 Taksin 1782 |
| Sułtan Turków                  | - 1774 Abdülhamid I 1789 |
| Doża Wenecji                   | - 1763 Alvise Giovanni Mocenigo 1779 |
| Król Węgier                    | - 1740 Maria Teresa 1780 |
| Monarcha Wielkiej Brytanii     | - 1760 Jerzy III 1820 |
| Premier Wielkiej Brytanii      | - 1770 Lord North 1782 |

Rok 1775 / MDCCLXXV
stulecia: XVII wiek ~
XVIII wiek ~
XIX wiek

lata: 1765 «
1770 «
1771 «
1772 «
1773 «
1774 «
1775
» 1776
» 1777
» 1778
» 1779
» 1780
» 1785

## Wydarzenia na świecie
- 21 stycznia – w Moskwie na placu Błotnym odbyła się publiczna egzekucja Jemieliana Pugaczowa, przywódcy antyfeudalnego powstania kozackiego.
- 15 lutego – kardynał Giovanni Angelo Braschi wybrany na papieża; przyjął imię Pius VI.
- 11 kwietnia – w Warszawie zakończył obrady Sejm Rozbiorowy, w czasie którego zatwierdzono traktat podziałowy.
- 19 kwietnia – wojna o niepodległość Stanów Zjednoczonych: bitwa pod Lexington i Concord; generał brytyjski Thomas Gage dokonał próby konfiskaty broni palnej należącej do kolonistów. Brytyjczycy zostali wyparci do Bostonu w kolonii Massachusetts. Rozpoczęła się rewolucja amerykańska.
- 1 maja – założono Królewską Fabrykę Porcelany w Kopenhadze.
- 10 maja:
  - w Filadelfii zebrał się II Kongres Kontynentalny.
  - wojna o niepodległość Stanów Zjednoczonych: oddział amerykański pod dowództwem Benedicta Arnolda i Ethana Allena zajął Fort Ticonderoga.
- 11 czerwca – Ludwik XVI został koronowany w katedrze w Reims na króla Francji.
- 14 czerwca – została utworzona amerykańska Armia Kontynentalna.
- 15 czerwca – wojska rosyjskie rozpoczęły likwidację Siczy Zaporoskiej.
- 16 czerwca
  - wojna o niepodległość Stanów Zjednoczonych: zwycięstwo brytyjskie w bitwie pod Bunker Hill.
- 25 czerwca – George Washington został głównodowodzącym Armii Kontynentalnej.
- 30 lipca – James Cook powrócił do Anglii z drugiej wyprawy dookoła świata.
- 3 sierpnia – Katarzyna II wydała manifest o likwidacji Siczy Zaporoskiej.
- 13 października – Kongres Kontynentalny zdecydował o utworzeniu Floty Kontynentalnej, przemianowanej później na US Navy.
- 31 grudnia – wojna o niepodległość Stanów Zjednoczonych: zwycięstwo wojsk brytyjskich w bitwie pod Quebekiem.

- Pierwsze użycie atramentu sympatycznego w szpiegostwie.
- Emmanuel de Rohan-Polduc wybrany wielkim mistrzem zakonu joannitów (Zakon Maltański).
- Utworzono Radę Nieustającą.
- Komisja Edukacji Narodowej powołała Towarzystwo do Ksiąg Elementarnych.
- Zawarcie przez państwo polskie niekorzystnego dla Gdańska traktatu handlowego z Prusami. Traktat wprowadzał wyższe cło dla towarów spławianych przez Gdańsk.
- Uchwałą Sejmu Rzeczypospolitej zlikwidowano husarię jako formację bojową.

## Urodzili się
- 20 stycznia – André Marie Ampère, francuski fizyk i matematyk (zm. 1836)
- 27 stycznia – Friedrich Wilhelm Joseph von Schelling, niemiecki filozof (zm. 1854)
- 1 lutego – Filip de Girard, francuski inżynier i wynalazca (zm. 1845)
- 18 lutego – Thomas Girtin, angielski malarz (zm. 1802)
- 18 marca - Edward Żółtowski, polski i francuski generał (zm. 1842)
- 16 kwietnia - Wojciech Gutkowski, polski inżynier wojskowy, pisarz (zm. 1826)
- 23 kwietnia – William Turner, angielski malarz (zm. 1851)
- 9 czerwca – Georg Friedrich Grotefend, niemiecki epigrafik i językoznawca (zm. 1853)
- 10 czerwca - James Barbour, amerykański polityk, senator ze stanu Wirginia (zm. 1842)
- 11 czerwca – José María Blanco White, hiszpański poeta, dziennikarz i teolog (zm. 1841)
- 12 czerwca – Karl von Müffling, pruski wojskowy, uczestnik wojen napoleońskich (zm. 1851)
- 13 czerwca – Antoni Henryk Radziwiłł, polski książę, polityk i kompozytor (zm. 1833)
- 9 lipca – Matthew Gregory Lewis, angielski pisarz i dramaturg, autor powieści gotyckiej Mnich (zm. 1818)
- 23 lipca – Étienne Louis Malus, francuski inżynier wojskowy, odkrywca światła spolaryzowanego (zm. 1812)
- 25 lipca - Anna Harrison, amerykańska pierwsza dama (zm. 1864)
- 6 sierpnia – Daniel O’Connell, irlandzki przywódca narodowy (zm. 1847)
- 24 sierpnia – Ludwik Osiński, polski krytyk literacki, teoretyk literatury, tłumacz i poeta (zm. 1838)
- 31 sierpnia - Agnes Bulmer, brytyjska poetka (zm. 1836)
- 3 września – Józef Fernández, hiszpański dominikanin, misjonarz, męczennik, święty katolicki (zm. 1838)
- 13 września
  - Laura Secord, bohaterka narodowa Kanady (zm. 1868)
  - Mateusz Maurycy Wojakowski, polski duchowny katolicki, sufragan i administrator diecezji lubelskiej (zm. 1845)
- 24 października – Bahadur Szah II, władca Indii
- 14 grudnia – Thomas Cochrane, admirał brytyjski (zm. 1860)
- 16 grudnia:
  - Jane Austen, pisarka angielska (zm. 1817)
  - François-Adrien Boieldieu, kompozytor francuski (zm. 1834)
- data dzienna nieznana: 
  - Michał Hube, prawnik polski (zm. 1840)

## Zmarli
- 8 stycznia – John Baskerville, angielski drukarz, grawer i odlewnik czcionek (ur. 1706)
- 21 stycznia – Jemieljan Iwanowicz Pugaczow, Kozak doński, przywódca powstania chłopów i Kozaków w Rosji (powstanie Pugaczowa) (ur. 1742)
- 11 czerwca – Egidio Romualdo Duni, włoski kompozytor operowy (ur. 1708)
- 27 czerwca – Ignaz Günther, niemiecki rzeźbiarz, tworzący w Bawarii, reprezentant rzeźby rokokowej (ur. 1725)
- 18 października – Paweł od Krzyża, włoski zakonnik, założyciel pasjonistów, święty katolicki (ur. 1694)

- data dzienna nieznana: 
  - Brat Cyprian z Czerwonego Klasztoru, najbardziej znany mnich kameduła z Czerwonego Klasztoru, w którym pełnił funkcję aptekarza, botanika, cyrulika i kucharza (ur. 1724)

## Święta ruchome
- Tłusty czwartek: 23 lutego
- Ostatki: 28 lutego
- Popielec: 1 marca
- Niedziela Palmowa: 9 kwietnia
- Wielki Czwartek: 13 kwietnia
- Wielki Piątek: 14 kwietnia
- Wielka Sobota: 15 kwietnia
- Wielkanoc: 16 kwietnia
- Poniedziałek Wielkanocny: 17 kwietnia
- Wniebowstąpienie Pańskie: 25 maja
- Zesłanie Ducha Świętego: 4 czerwca
- Boże Ciało: 15 czerwca